# 阿德里安娜·兰伯特
阿德里安娜·兰伯特（英語：Adrienne Lambert，？—），新西兰女子草地滚球运动员。她曾代表新西兰参加1990年和1994年英联邦运动会草地滚球比赛，获得一枚银牌和一枚铜牌。